# Исаковка (Омская область)
Исаковка — деревня в Горьковском районе Омской области. Входит в Серебрянское сельское поселение.

## История
Основана в 1806 г. В 1928 г. состояла из 144 хозяйств, основное население — русские. Центр Исаковского сельсовета Иконниковского района Омского округа Сибирского края.

## Население
| 2002 | 2010 | 2021 |
| ---- | ---- | ---- |
| 321  | ↘213 | ↘204 |

## Археология и палеонтология
Могильник Исаковка 1 был найден на правом берегу Иртыша. Могильник Исаковка I оставлен населением саргатской культуры (I век до н. э. — I век н. э.). Исаковский отряд СИАЭ ОмГУ под руководством Л. И. Погодина в 1989 году проводил археологические работы на курганном могильнике Исаковка I, обследовав курганы № 3—10. Курган № 3 включал семь могил; курган № 4 — две; курган № 5 — семь; курган № 6 — одиннадцать; курган № 7 — две; курган № 8 — четыре; курган № 9 — две; курган № 10 — восемь. Некоторые погребения выделялись по обилию и разнообразию погребального инвентаря, в том числе могила № 3 (более 700 золотых изделий) и могила № 6 кургана № 3; могила № 1 кургана № 4; могила № 2 кургана № 5. В погребении 6 кургана 3 (III—II века до н. э.) обнаружена могила мужчины-воина 55 лет с уникальным набором инвентаря. В сосуде древнего захоронения была растительная смесь на основе ладана из смолы Босвеллии. В керамическим кувшине, располагавшемся справа у ног в углу погребальной камеры, находилось либо пиво, либо настой трав/злаков на медовой основе. Этот кувшин — самый восточный образец северокавказского керамического импорта. Прежде в археологии саргатской культуры Кавказ звучал только в контексте распространения металлургии железа. До этого самой восточной точкой распространения северокавказского керамического импорта являлось плато Устюрт, где в святилище Терен (Мангистауский район) в погребении 2 главного культового комплекса нашли сероглиняный грубогончарный одноручный кувшин. Обе находки сходны не только по морфологическим и орнаментальным чертам, но и по наличию явных следов ремонта. По составу предметов погребальный комплекс западного Устюрта отнесён к сарматским древностям II—I веков до нашей эры.
Раннехорезмийские надписи, начертанные буквами арамейского письма, на двух серебряных фиалах, найденных в 1989 году в погребении 6 (курган 3) в Исаковском могильнике № 1, на керамических сосудах и остраки из хорезмских городищ Кой-крылган-кала, Калалы-гыр 2, Гяур 3, Бурлы-кала, Хумбуз-тепе можно датировать периодом от III века до н. э. до I—II веков нашей эры. О том, что надписи на исаковских чашах не арамейские по языку, а хорезмийские, можно судить по нескольким аппелятивам. Исаковская надпись № 3 выполнена в той же технике, что и надпись № 2 из раннесарматского кургана 1 в Прохоровке Оренбургской области.
Могильник саргатской культуры Исаковка III
Местонахождение Исаковка 4 это одна из самых ранних «смешанных» фаун Евразии, сочетающих элементы степного, бореального и «тундрового» комплексов,  о чём свидетельствует присутствие в местонахождении остатков вида Lemmus sp. рода настоящих леммингов подсемейства полёвковых. Исаковка-4 — одно из самых северных в Евразии местонахождений млекопитающих рубежа гелазского и калабрийского веков нижнего плейстоцена. Исследование пыльцы указывает на широкое развитие лесостепной растительности. Лесные участки были представлены сосново-еловыми породами Tsuga, Abies, Pinus sect. Strobus, Picea sect. Omorica, Betula. Единично присутствовали широколиственные породы Ulmus, Tilia, Corylus. Среди трав доминировали Asteraceae, Artemisia, Ephedra, Poaceae, Plumbaginaceae. Водные растения представлены теплолюбивыми плавающими на поверхности водоёмов папоротниками азолла и сальвиния плавающая. Осенью 2016 года в Исаковке-4 был найден фрагмент крыши черепа некрупного оленя Rangifer sp. с пеньками от сезонно сброшенных рогов возрастом 2,1—1,8 млн лет назад.